# Вудс, Леббеус

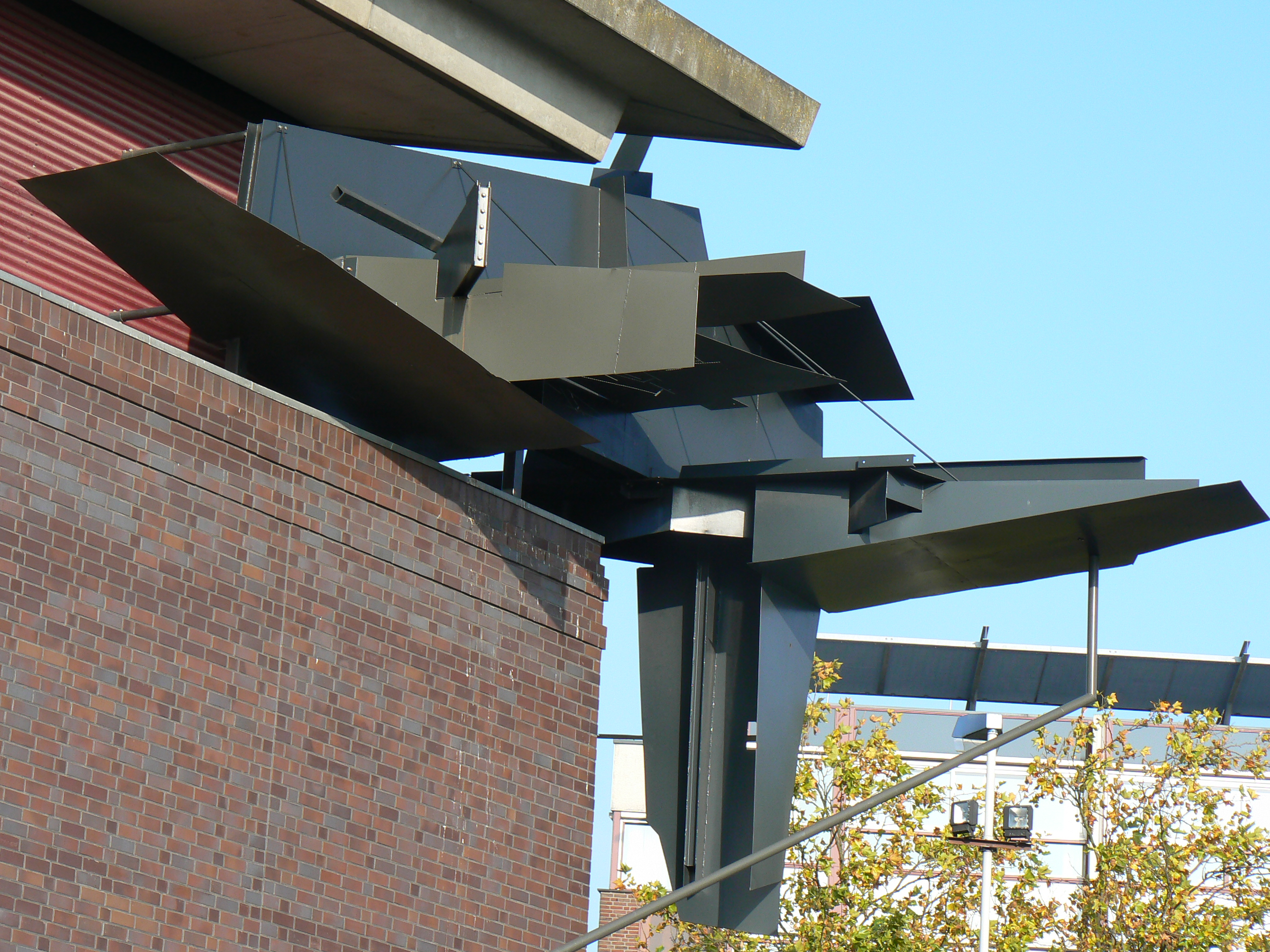
Скульптура на фасаде Нидерландского архитектурного института в Роттердаме

Леббеус Вудс (англ. Lebbeus Woods; 31 мая 1940, Лансинг — 30 октября 2012, Нью-Йорк) — американский архитектор-теоретик, художник, куратор ряда архитектурных проектов, автор критических статей, посвященных современной архитектуре. Вудс являлся профессором архитектуры колледжа Купер Юнион (англ. Cooper Union), Нью-Йорк, в разные периоды времени был приглашенным профессором в нескольких школах, в том числе в SCI-Arc (англ. Southern California Institute of Architecture) в Лос-Анджелесе и в The Bartlett в составе Университетского колледжа Лондона; также его приглашали читать лекции в Гарвардский и Колумбийский университеты.
Вудс получил инженерное и архитектурное образование в инженерном колледже Университета Пердью (англ. Purdue University, 1958—1960) и Университете Иллинойса в Чикаго (англ. University of Illinois at Chicago, 1960—1964), после чего несколько лет работал в мастерских Ээро Сааринена и Кевина Роша (1964—1968).
С 1976 года Вудс полностью посвящает себя теории и экспериментальному проектированию.
Он является сооснователем и научным директором Научно-исследовательского института экспериментальной архитектуры (англ. Research Institute for Experimental Architecture) в Нью-Йорке (США) и Берне (Швейцария); является редактором книжной серии RIEA, посвященной работам молодых архитекторов.

## Направление исследовательской деятельности
Основное направление исследований Леббеуса Вудса — архитектура в кризисных состояниях, пограничная архитектура, архитектура будущего, архитектура в зонах природных катаклизмов и войн. Для него характерен интерес к современному обществу, принципиально новому, которое порождает новый тип города. Его проекты фантастичны и довольно агрессивны к уже существующей архитектуре и к человеку, это радикальная перекройка нынешнего мира, поиск новых способов выживания, новой среды и нового человека. Вудс постоянно изучает разнообразные аспекты архитектуры с помощью экспериментальных инсталляций, совместных проектов с другими архитекторами и преподавательской деятельности.
Наиболее близки ему по духу работы Поля Вирилио и некоторых архитекторов деконструктивизма, серия «Тюрьмы» Пиранези, группа «Аркигрэм». Манифест Леббеуса проникнут подчёркнутым духом эпатажа и деструкции.

Манифест 

Архитектура и война нераздельны. Архитектура — это война. Война — это архитектура. Я воюю со своим временем, историей, со всеми властями, застывшими в неподвижных и пугающих формах. Я один из миллионов тех, кто не вписывается, кто не имеет дома, семьи, доктрины, ничего стабильного и устойчивого, что можно было бы назвать «принадлежащим мне», никакого известного начала или конца, никакой «священной и исконной земли». Я объявляю войну всем иконам и завершенности, всем историям, которые заковывали бы меня в моих собственных заблуждениях, моих собственных жалких страхах. Я знаю только моменты и фрагменты жизненного потока, я знаю только формы, рождающиеся с бесконечной силой и тут же «тающие в воздухе». Я — архитектор, создатель миров, сенсуалист, поклоняющийся плоти, мелодии, силуэту на фоне темнеющего неба. Я не знаю Вашего имени. Вы не знаете моего. Завтра мы вместе начнем создавать город.

## Проекты Леббеуса Вудса
- Измерительные Приборы / Metrical Instruments (1988)
- Дом для одного / Solohouse (1988)
- DMZ (1988)
- Подземный Берлин / Underground Berlin (1988)
- Воздушный Париж / Aerial Paris (1989)
- Берлин — открытый город / Berlin — Free Zone(1991)
- Айсберги / Icebergs (1991)
- Аркадия / Arcadia (1992)
- проекты реконструкции Сараево (1993—1996)
- Гавана / Havana Projects (1995-1996)
- Сан-Франциско / San Francisco (1995)
- Сад МАК / MAK Garden (1996)
- Линия земли. Вена / Siteline Vienna (1998)
- Бальтазар Хольц / Balthazar Holz (1999)
- Девять коробок / Nine Boxes (1999)
- Семь холмов / Seven Hills (1999)
- Территория / Terrain (1999)
- Землетрясение! постбиблейский взгляд / Earthquake! A Post-Biblical View (1999—2000)
- Горизонтальный дом / Horizon Houses (2000)
- Уитни / Whitney (2002)
- Карнеги МоА / Carnegie MoA (2003)
- Дом Шиндлера / Schindler House (2003)
- Дождь / Rain (2004)
- Игра со Стеной/The Wall Game (2004)
- Система «Вена» System Wien (2005)
- Пространства конфликтов / Conflict Spaces (2006)
- Утопикс / UtopX (2006)
- Тротуар в Нью-Йорке / NY Sidewalk (2006)
- Т-Узел / T-Knot (2007)
- Мученики / Martyrs (2007)
- 100 башен / 100 Towers (2007)

## Участие в кинопроектах
- Фильм «Чужой 3» — концептуальная архитектура фильма[6]
- Фильм 12 обезьян

## Награды
- Progressive Architecture Award for Design Research
- The American Institute of Architects Award for Design
- Chrysler Award for Innovation in Design